# The Mathematical Intelligencer
The Mathematical Intelligencer è una rivista di matematica in lingua inglese pubblicata dall'editore Springer Verlag. 

## Linea editoriale
Lo scopo dichiarato dalla casa editrice è "informare e intrattenere un'ampia platea di matematici, compresi molti matematici che non sono specialisti dell'argomento trattato nell'articolo". In particolare, gli articoli accettati per la pubblicazione non possono avere lo stile "definizione/teorema/dimostrazione" che è la struttura tradizionale delle pubblicazioni di ricerca. 
Essendo diretta al grande pubblico, usa un linguaggio non troppo tecnico e specialistico, come invece è spesso il caso per riviste tecnico-scientifiche.
Dichiara di occuparsi di matematica, matematici, di storia e cultura della matematica.

## Mathematical Conversations
Il libro Mathematical Conversations, pubblicato nel 2000 da Springer Verlag, è, come recita il sottotitolo (Selections from The Mathematical Intelligencer), un'antologia di articoli pubblicati sulla rivista dal 1980 al 2000, selezionati dai due curatori, Robin Wilson e Jeremy Gray. 
Il volume è diviso in sette capitoli:
1. Interviste e reminiscenze
2. Algebra e teoria dei numeri
3. Analisi
4. Matematica applicata
5. Disposizioni e configurazioni
6. Geometria e topologia
7. Storia della matematica

Il libro intende essere una raccolta del meglio che è stato pubblicato dalla rivista e un'introduzione alla stessa per i nuovi lettori.